# Trautonium

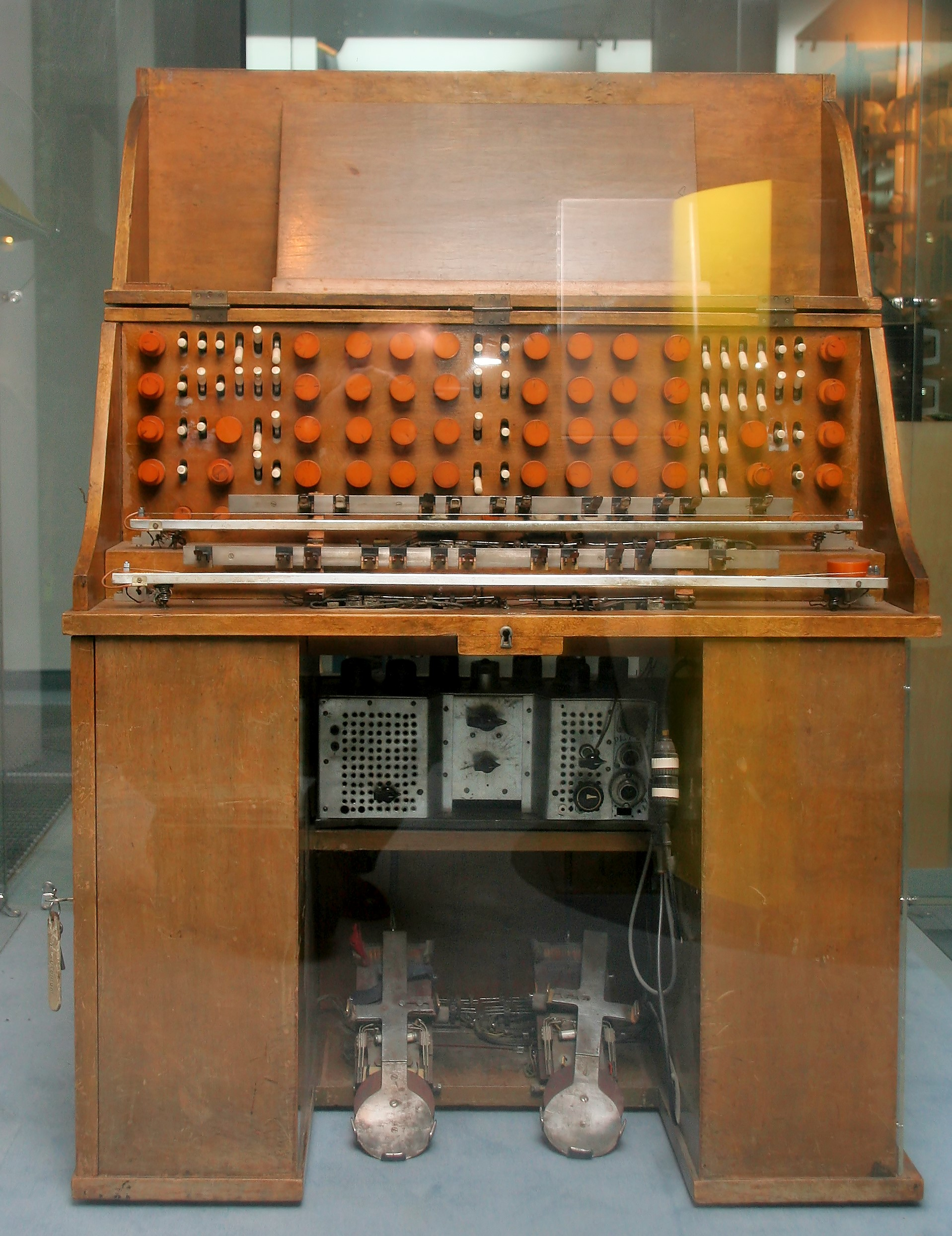
Mixturtrautonium im Deutschen Museum München

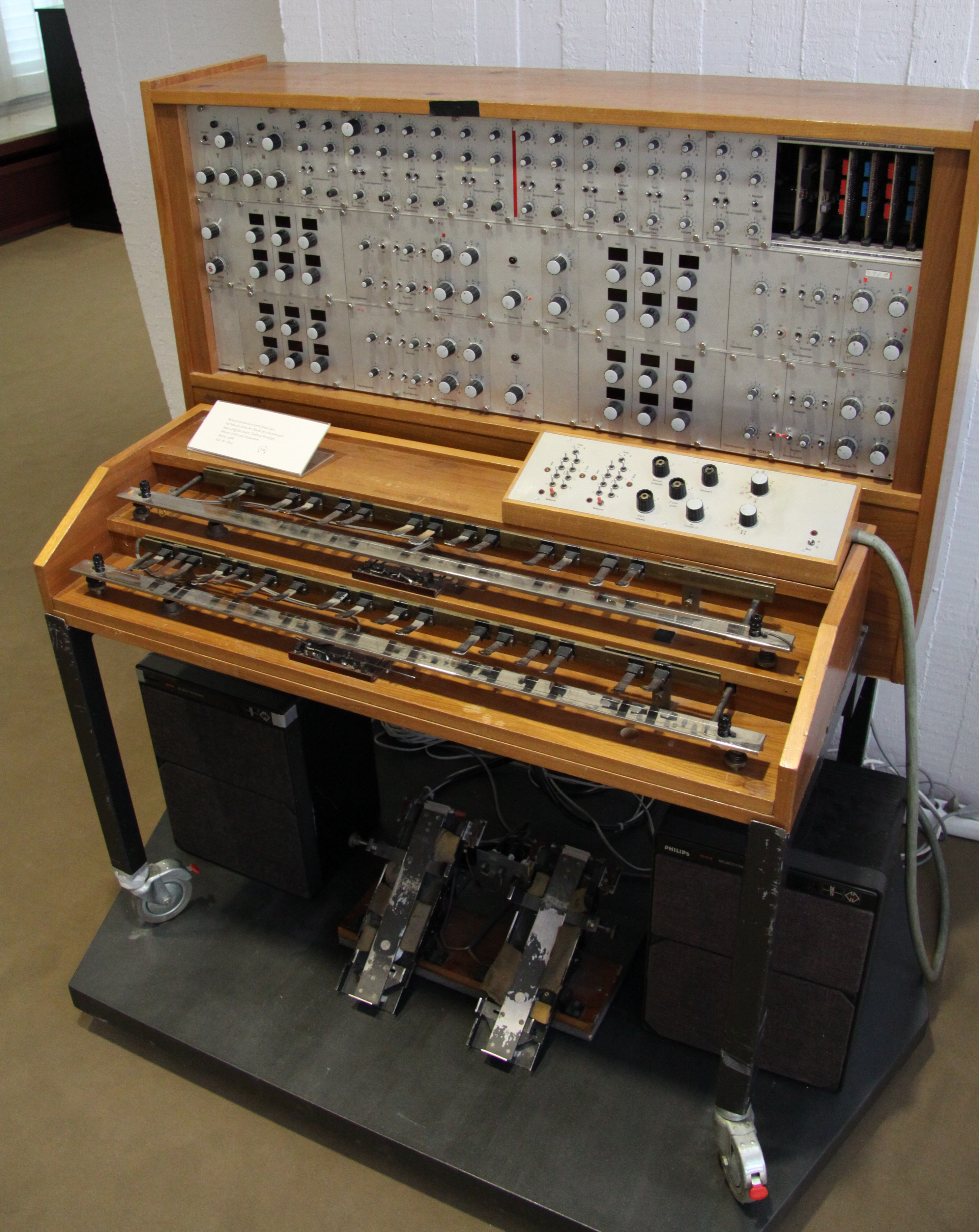
Mixturtrautonium im Musikinstrumenten-Museum Berlin

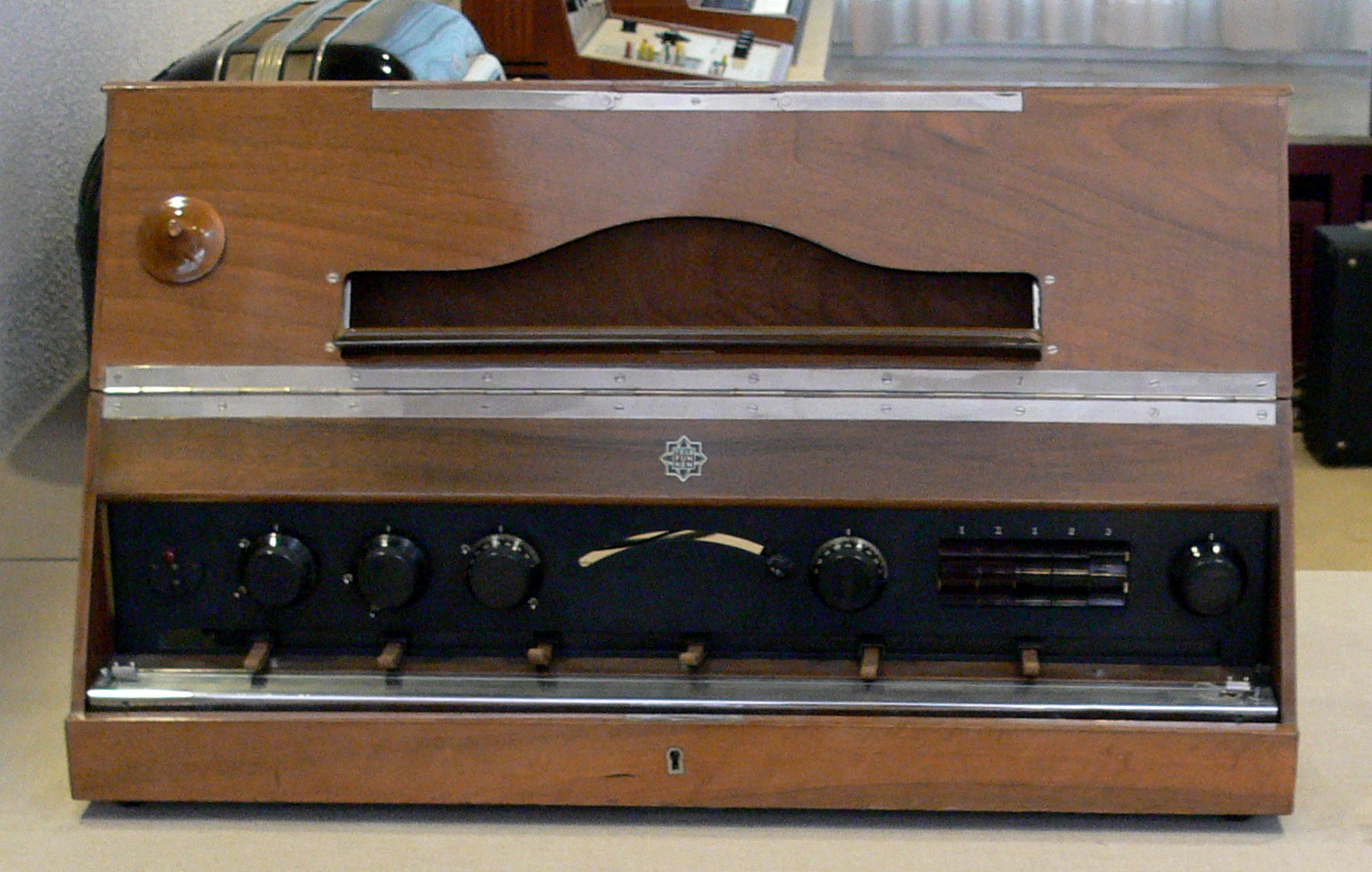
Telefunken Ela T 42 im Musikinstrumenten-Museum Berlin

Das Trautonium ist eines der ersten elektronischen Musikinstrumente und gilt damit als Vorläufer der heutigen Synthesizer. Das Instrument ist benannt nach seinem Erfinder Friedrich Trautwein (1888–1956). Es wurde auf der Musiktagung „Neue Musik Berlin 1930“ erstmals öffentlich vorgeführt.

## Funktionsweise
Das Trautonium besitzt einen stufenlosen, obertonreichen Tongenerator, der wie folgt arbeitet: Über einer langen Metallschiene ist eine mit Widerstandsdraht umsponnene Saite gespannt, die beim Niederdrücken auf die Schiene mit dieser einen elektrischen Kontakt herstellt. Über diesen variablen Widerstand wird ein Kondensator aufgeladen. Zu diesem parallel ist eine Glimmlampe geschaltet. Sobald deren Zündspannung erreicht ist, wird der Kondensator jeweils schlagartig entladen. Dadurch entsteht eine Kippschwingung. Die Stelle, an der die Schiene beim Spielen den Widerstandsdraht berührt, bestimmt die Frequenz der Kippschwingung und damit die Tonhöhe. Da die Zündspannung der Glimmlampe Schwankungen unterliegt, wurde sie später von Trautwein durch eine Thyratron-Röhre mit konstanterem Schaltverhalten ersetzt. Unter der Schiene ist ein Kohledruck-Widerstand zur Lautstärkebeeinflussung untergebracht. Dazu besitzt das Gerät einen sogenannten Formantfilter, der einzelne Frequenzen des Spektrums hervorhebt. Die Klangbeeinflussung lehnt sich nach Trautwein an die Resonanzanhebung der Mundhöhle beim Sprechen des Menschen an und arbeitet mit nachgeschalteten Schwingkreisen. Das Drahtmanual wurde von der zeitgenössischen Elektrotechnik als Möglichkeit betrachtet, mikrotonale Intervalle zu spielen.

## Geschichte
In den 1920er Jahren war Trautwein mit der Qualität der damaligen Mikrofone unzufrieden und suchte nach Möglichkeiten, sie für Musik kurzerhand wegzulassen und Klänge direkt mit Verstärkerröhren oder Transformatoren zu erzeugen. An der Rundfunkversuchsstelle der Berliner Musikhochschule begegnete er dem Komponisten Paul Hindemith, der die Idee großartig fand und zitiert wird mit:

„Bauen Sie mir doch mal ein elektronisches Musikinstrument“

1930 entwickelte Trautwein zusammen mit Oskar Sala (1910–2002) den ersten Prototypen des Instrumentes. Eine kleine Serie von 200 Stück wurde ab 1933 von Telefunken gebaut und als Instrument für Hausmusik beworben. Es ist heute als „Volkstrautonium“ bekannt, wurde jedoch zunächst nicht als solches bezeichnet. Von Telefunken selbst wurde es als „Trautonium Ela T 42“ bezeichnet („Ela“ steht für „Elektroakustik“). Sala beteiligte sich an der Entwicklung. Zwei seiner Erfindungen meldete Telefunken als Patent an. Das Instrument wurde am 2. August 1933 in Berlin präsentiert. Sala spielte für eine bei der Pressekonferenz verteilte Schallplatte den dritten Satz eines Flötenkonzerts Friedrichs des Großen ein.
Im April 1935 spielte Sala zusammen mit Rudolph Schmidt und dem Cellisten Peter Herbert Lehmann bei einer Präsentation des Instruments vor Propagandaminister Joseph Goebbels im Propagandaministerium. Laut einer Zeitungsnotiz unter der Überschrift „Elektromusik im Propagandaministerium“ waren neben Goebbels Staatssekretär Walther Funk und Musiksachverständige anwesend. Sala berichtete später, Goebbels habe sich erkundigt, ob das Trautonium für Großveranstaltungen zu gebrauchen sei, und mit dem Ausspruch „Macht mal weiter“ seine Zustimmung zum Projekt gegeben.
Mit Trautwein experimentierte Sala im Herbst 1935 damit, die Dietrich-Eckart-Bühne (heute Waldbühne) in Berlin für Massenveranstaltungen mit dem Trautonium zu beschallen. Sala spielte klassische Kompositionen unter anderem von Harald Genzmer sowie Händels Herakles. Dabei wurde das Trautonium mit Großlautsprechern von Telefunken verstärkt und vom Orchester der Luftwaffe begleitet. Nach Salas Angaben war vom Orchester im Gegensatz zum Trautonium im Publikum wenig zu hören.

Aufgrund des für damalige Verhältnisse hohen Preises von 380 Reichsmark war das Telefunken-Trautonium kein Markterfolg und wurde nicht fortgesetzt. Daher sind nur wenige historische Instrumente auf dem Markt (an die 10 Stück). Fortan galt Salas Bonmot: 

„Wer ein Trautonium will, muss sich eins bauen.“

Das Trautonium, das Sala noch vor Kriegsausbruch („Rundfunktrautonium“ und „Konzerttrautonium“) und später als „Mixturtrautonium“ weiterentwickelte, beruhte auf der subharmonischen Tonreihe, der Untertonreihe. Von diesen Tönen der Untertonreihe, den Untertönen, hatte das von Sala konstruierte Mixturtrautonium 20, das Mixturtrautonium der Fachhochschule der Deutschen Bundespost 24. Die Kombination von mehreren Tönen dieser Subharmonischen Tonreihe oder Untertonreihe zu einem Akkord oder Mehrklang wird als Mixtur bezeichnet. Diese Akkordmixturen sind eines der Hauptmerkmale des Mixturtrautoniums. Daher trägt das Instrument seinen von Oskar Sala geprägten Namen „Mixturtrautonium“. Die Bezeichnung „Mixtur“ kommt aus dem Tonsatz: Wenn ein Akkord oder Mehrklang auf der Tastatur eines Tasteninstrumentes wie eines Klaviers, einer Orgel oder eines Keyboards parallel geführt wird, er also nach oben oder unten verschoben wird (auf der Tastatur also nach rechts oder nach links) und er dabei ungeachtet diatonischer Tonart-gebundener Vorgaben in seinem Aufbau gleich bleibt, nennt man diesen Akkord Akkordmixtur bzw. schlicht Mixtur. Solcherlei Akkordmixturen kann man aus der Kombination von Tönen der Untertonreihe bzw. Untertönen des Mixturtrautoniums erzeugen. Diese bilden die Basis des mehrstimmigen Spiels auf dem Trautonium, z. B. in dem Sinne: Obermanual Melodie, Untermanual akkordische Begleitung. Beide Manuale des Trautoniums können auch vierstimmige Akkordmixturen spielen. Salas Bestreben war es, auf diesem Instrument, das nur zweistimmig spielbar ist, nämlich mit jeweils einer Stimme pro Saite (Das Mixturtrautonium hat zwei Saiten) auch Akkorde zum Klingen bringen zu können. Daher behalf er sich der Subharmonischen Tonreihe, deren Tonbeziehungen zueinander stets in reiner Stimmung stehen. Mit Hilfe der Töne dieser Reihe konnte er auf jeder der zwei Saiten vier Subharmonische Töne legen. Diese Akkordmixturen gingen mit der Melodie parallel mit. Auch in einer Orgel gibt es Mixturen. Und zwar gibt es dort ein oder mehrere Register mit der Bezeichnung „Mixtur“. Bei Betätigung dieses Registers und daraufhin erfolgendem Spiel einer einstimmigen Melodie wird ebenfalls ein Mehrklang parallel geführt, und zwar in der Gestalt Grundton – Quint – Oktav. Die Töne dieses Mehrklanges stehen auch hier in reiner Beziehung zueinander. Dieser Klang ist allerdings ganz hoch und wird daher nicht als Mehrklang wahrgenommen. Als Obertonregister oder Aliquotregister bildet er wie im Übrigen alle Obertonregister einer Orgel vielmehr die Klangfarbe eines Grundtones, z. B. eines hinzugezogenen Prinzipals 8' oder einer hinzugezogenen Flöte 8', siehe Registrierkunde bei der Orgel. Auch das Obertonregister „Sesquialter“ besteht aus einem Mehrklang, mit der Gestalt Quint - Dezime, und ist ebenfalls ein Mixturregister. Die Mixturen des Trautoniums hingegen werden nicht aus Obertönen, sondern aus Untertönen gebildet. Diese Untertonreihe ist ein Spiegelbild der Obertonreihe und als solches ursprünglich ein musiktheoretisches Rechenbeispiel, welches durch Oskar Sala auf elektronischem Wege in seinem Mixturtrautonium zum Klingen gebracht wurde. Untertöne kommen auf natürlichem Wege nur in Glockenklängen vor.
Salas Instrumente blieben Prototypen. Ein ähnliches Instrument, das Subharchord, das im Gegensatz zum Trautonium mit Tasten gespielt wird, wurde in den 1960er Jahren (1959–1968) in der DDR entwickelt und in wenigen Exemplaren hergestellt.
Oskar Sala wurde der bedeutendste Interpret des Trautoniums, das er nach der Trennung von Trautwein zum zweimanualigen Mixturtrautonium weiterentwickelte. Auf diesem Gerät ist die Untertonreihe, die nur in klingenden Platten oder Glocken natürlich ertönt, realisierbar. Es erlaubt viele Variationen der Klangfarbensynthese – Abklingvorrichtung, Rauschgenerator und Frequenzumsetzer ermöglichen feinste Nuancierungen. Der Frequenzumsetzer, der ein externes Gerät und eine Konstruktion des Messgeräteherstellers Kamphausen auf Röhrenbasis ist, befindet sich heute zusammen mit Salas gesamtem Nachlass, zu dem das Konzerttrautonium sowie das Mixturtrautonium (nach seinem kürzlich erfolgten Umzug vom Deutschen Museum Bonn zum Deutschen Museum München) und auch der Frequenzumsetzer sowie die Tonbänder und andere Tonträger zählen, im Deutschen Museum in München. Den Frequenzumsetzer verwendete er auch bei seiner letzten Eigenkonstruktion, also seinem in Eigenregie konstruierten Mixturtrautonium, sowie bei dem „Mixturtrautonium nach Oskar Sala auf Halbleiterbasis“, realisiert von der Fachhochschule der Deutschen Bundespost Berlin, das er ab 1988 spielte und das mittlerweile im Musikinstrumenten-Museum Berlin steht. Mit dem Einsatz für die Filmmusik zu Alfred Hitchcocks Die Vögel erlangte das Instrument Bekanntheit über die Musikszene hinaus.
Ein ähnliches Instrument ist das 1928 von Bruno Helberger (1884–1951) und Peter Lertes entwickelte Hellertion. Helberger entwickelte nach dem Zweiten Weltkrieg noch einmal eine verbesserte Version mit dem Namen Heliophon.

## Moderne Versionen
In den 1990er Jahren wurde von der Firma Doepfer ein Projekt gestartet, das Trautonium als modulares System einzelner Komponenten neu aufzulegen. Unter anderem wurde dazu die dem analogen Manual des Trautoniums angelehnte Schnittstelle „MIDI Ribbon Controller“ entwickelt. Sala selbst zeigte sich dabei aber des Öfteren enttäuscht von den reduzierten Möglichkeiten (die Verwendung von MIDI bringt eine Einschränkung des prinzipiell unbegrenzten analogen Tonumfangs auf 128 diskrete MIDI-Einheiten mit sich) und den nur langsamen Fortschritten dieser Entwicklung. Darüber hinaus hob Sala die nuancierte Spielweise eines „echten“ Bandmanuals gegenüber einem Ribbon-Controller hervor.
Seit 2010 beschäftigt sich die Firma „Trautoniks“ mit dem Bau von Trautonien in einfachen und aufwändigeren Ausführungen in den historischen Gehäusen. Auf der Frankfurter Musikmesse 2012 stellte sie zum ersten Mal ihre Produkte aus. 2020 brachte der amerikanische Synthesizer-Hersteller Moog das „Subharmonicon“ auf den Markt, dessen Konstruktion mit 2 VCOs und vier subharmonischen Oszillatoren auf dem Trautonium beruht.
In den Niederlanden beschäftigt sich Klangschöpfer Thijs Lodewijk mit seinem Trautonium, welches er ebenfalls von der Firma Trautoniks hat bauen lassen.

## Werke für Trautonium
Die ersten Kompositionen für Trautonium schrieb Paul Hindemith 1930 mit sieben Stücken Des kleinen Elektromusikers Lieblinge für drei Trautonien, 1931 mit dem Concertino für Trautonium und Streichorchester und 1935 mit dem Langsamen Stück und Rondo.
Weitere Werke:
- Paul Höffer: Kleine Kammermusik 1932
- Wolfgang Jacobi: Abendphantasie für Bass-Stimme und elektrisches Orchester 1932
- Harald Genzmer: Zwei Konzerte mit Orchester 1936 (Zweitfassung 1939) und 1952, Suite de danses 1964, Cantate pour soprano et sons éléctroniques 1964
- Herrmann Ambrosius: Rhapsodie 1941
- Julius Weismann: Variationen und Fuge mit Orchester 1943
- Hanns Eisler: Der Rat der Götter 1950
- Klaus Jungk: Musik für Trautonium und Streichquartett 1951
- Paul Dessau: Lucullus 1951
- Carl Orff: Entrata 1954
- Jürg Baur: Concerto für Mixtur-Trautonium und Streichquartett 1956
- Liesl Ujvary, Oliver Stummer: Trautonium Jetztzeit 2008
- Wolfgang Gerhard Müller; Rekalibrationen 2010
- Jens Marggraf: Devils. 7 Porträts für Trautonium, Phonola und Orchester 2012
- Manuela Kerer: Feuernde Seele für Mixturtrautonium und Orchester 2016

## Aktuelle Interpreten
Oskar Sala entwickelte das Mixturtrautonium weiter, bildete jedoch keine Schüler aus. 1988 wurde ein junger Münchner Musiker, Peter Pichler, auf das Instrument aufmerksam. 1996 besuchte Pichler Oskar Sala.
Aus wirtschaftlichen Überlegungen heraus konnte Pichler das Trautonium zu diesem Zeitpunkt nicht aktiv weiter verfolgen. Nach seiner Forschung über und mit dem Instrument gab er 2009 ein Mixturtrautonium bei der Firma Trautoniks in Auftrag.
Pichler hatte das Musiktheaterstück Wiedersehen in Trautonien über die Väter des Trautoniums geschrieben, welches unter anderem im Rahmen des hundertjährigen Geburtstags von Oskar Sala im Deutschen Museum in München aufgeführt wurde. Dafür ließ er auf eigene Kosten drei Volkstrautonien bauen, von denen das Deutsche Museum eines für seine ständige Ausstellung erwarb. Seit dieser Zeit bestreitet Peter Pichler regelmäßig Auftritte in verschiedenen musikalischen Genres auf dem Mixturtrautonium. Die klassische Literatur, die z. B. von Paul Hindemith, Harald Genzmer oder auch Oskar Sala für dieses Instrument geschrieben wurde, ist selbst für versierte Musiker äußerst anspruchsvoll. Er veröffentlichte 2017 als erster Künstler nach Oskar Sala in Kooperation mit der Harald-Genzmer-Stiftung eine CD mit originalen, zum Großteil bislang unveröffentlichten Werken für Trautonium von Harald Genzmer. Pichler begleitet auch Filme live, die mit Trautonium vertont wurden z. B. Die Vögel von Alfred Hitchcock oder viele Dokumentarfilme mit Trautonium Soundtrack von Manfred Durniok oder Alfred Ehrhardt.
In England hat sich James Worthington dem Trautonium verschrieben. Unter seinem Künstlernamen Ghost Money hat er auf dem Videoportal YouTube zahlreiche Clips veröffentlicht und mehrere Alben mit Trautoniumkompositionen und -improvisationen herausgebracht.
Seit Januar 2024 unterstützt und begleitet Peter Pichler die Inszenierung Als lebten wir in einem barmherzigen Land in den Münchner Kammerspielen live am Mixturtrautonium.